# Airline Tariff Publishing Company

## Acerca de ATPCO
ATPCO o la "Airline Tariff Publishing Company" es la compañía encargada de publicar las tarifas aéreas de más de 500 aerolíneas.
Sus instalaciones principales se encuentran ubicadas en el aeropuerto internacional Washington Dulles, ubicado a las afueras de Washington D. C..
Las aerolíneas entregan la información de sus tarifas de manera electrónica a ATPCO y éste distribuye la información a los GDS como por ejemplo Amadeus, Sabre y Travelport y a otros proveedores de la industria de viajes.
Además, las aerolíneas monitorean en tiempo real a través de ATPCO las publicaciones de tarifas que ha realizado la competencia y así detectan incrementos o bajas en las tarifas públicas en mercados específicos, de esta manera logran reaccionar rápidamente a los cambios en las tarifas y mantenerse competitivos.

## Principales Accionistas
Los principales accionistas de ATPCO son grandes aerolíneas estadounidenses e internacionales, algunas de ellas:
- Air Canada
- Air France
- Alaska Airlines, Inc.
- Aloha Airlines, Inc.
- American Airlines, Inc.
- British Airways
- Continental Airlines, Inc.
- Crossair/Swiss International Air Lines, Ltd.
- Delta Air Lines, Inc.
- Federal Express
- Hawaiian Airlines, Inc.
- Iberia Air Lines of Spain
- Japan Airlines
- KLM Royal Dutch Airlines
- Lufthansa German Airlines
- Northwest Airlines, Inc.
- Scandinavian Airlines System
- United Airlines
- US Airways
- TAME